# Cereàlia

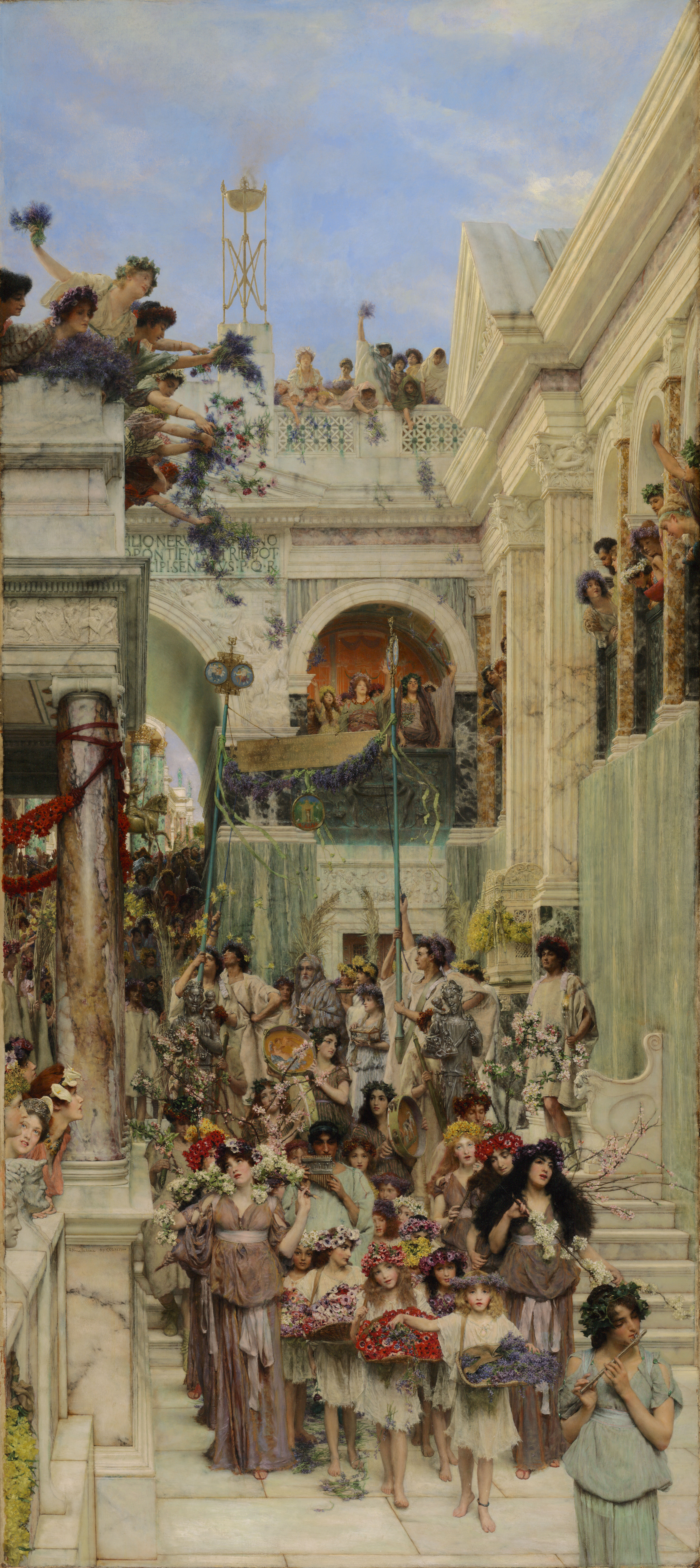
Pintuara a l'oli de Lawrence Alma-Tadema (1894), que mostra la celebració de la Cereàlia als carrers de Roma

Cereàlia (en llatí Cerialia) era un festival que durava set dies celebrat a l'antiga Roma en honor de Ceres, Unes dones vestides de blanc desfilant amb torxes de foc representaven els laments de la deessa per la seva filla perduda Prosèrpina.
Sembla que la festa del culte a Demèter es va introduir a Roma l'any 493 aC pels guardians dels llibres sibil·lins, que la van assimilar a la deessa romana Ceres, i li van construir un temple (Aedes Cereris Casa de Ceres) prop del Circ Màxim. El ritual de la festivitat era completament grec, les sacerdotesses eren gregues i les oracions i els cants es feien en llengua grega, segons diu Ciceró. quest culte estava acompanyat dels Ludi Ceriales o "Jocs de Ceres", sota la direcció dels edils plebeus, i era un festival pròpiament del poble, però s'hi convidava als patricis a assistir-hi, segons Aulus Gel·li. Al principi els Jocs només es feien de forma extraordinària, diu Titus Livi, però després es van celebrar anualment, normalment del 12 al 19 d'abril, i l'últim dia es deia pròpiament Cerialia. Aquest festival commemorava el retorn de Prosèrpina a la terra, i per això tots els assistents hi anaven vestits de blanc. No es permetia cap sacrifici cruent, a part del sacrifici d'una truja, i les ofrenes consistien en pastissos, mel i encens. El dia de la Cerialia a tot el país se celebraven professons pels camps, i a Roma una professó fins al circ. La data exacta de la celebració de la festa és incerta: podria començar l'12 d'abril i acabar el 19 d'abril (o podria començar en els idus d'abril, és a dir el 13 d'abril o fins i tot el 7 d'abril.
Titus Livi diu que se celebrava un segon festival al mes d'agost, i era una festa d'acció de gràcies, però només hi assistien dones vestides de blanc i portaven ofrenes de fruits. Es preparaven per la festa amb nou dies de dejuni i separades dels seus marits.